# DRG E 21.0 sorozat
A DRG E 21.0 sorozat egy német 2'Do1' tengelyelrendezésű, 15 kV, 16,7 Hz áramrendszerű villamosmozdony-sorozat volt. 1927-ben gyártotta az AEG. Összesen 2 db készült a sorozatból. 1966-ban lett selejtezve.